# Nadó reborn
Els nadons reborn són un tipus de nines amb característiques realistes o hiperrealistes, que tracten de simular l’aparença, la mida i inclús el pes dels nadons reals.

## Història
Els seus orígens s’associen a una moda que va sorgir a Alemanya, durant la segona guerra mundial, on a causa de l’escassetat de recursos i a l'habitual estança als refugis, algunes mares van començar restaurar nines velles per les seves filles. D’allà provindria el terme “Reborn” renàixer en anglès.
Anys després i arribant als Estats Units, es va anar desenvolupant una indústria al voltant de l’art de renéixer les nines, buscant alts nivells de realisme. Fins que va sorgir el Newborning, un concepte que fa referència a l’elaboració d’una nina realista a partir d’un kit (normalment les extremitats fetes de vinil, neutres: sense pintura, expressió, ulls, etc.).
Amb el desenvolupament progressiu i les modes, el terme original ha anat mutant el significat original. Actualment fa referència simplement a nines amb trets realistes o hiperrealistes, amb una mínima artesania i una proximitat als nadons reals. Es perd una mica doncs, el concepte de renéixer.

## Materials

### Basat en vinil o silicona
Tradicionalment els nadons reborn partien d'unes extremitats basades en vinil i un cos de tela. En l'actualitat i amb el desenvolupament de la indústria, se li uneix una variant que eleva considerablement el cost de la nina. Es tracta de la silicona.
- Els nadons reborn amb extremitats en vinil poden aconseguir una estètica hiperrealista, depenent del talent de l'artista i dels recursos emprats. No obstant això, el tacte no aconsegueix recrear les sensacions d'un nounat. En l'actualitat el cos se segueix fent preferentment de tela per tal aconseguir una basculació i un moviment natural al agafar-lo.
- Els nadons reborn de silicona, de la mateixa manera, poden aconseguir una estètica hiperrealista, però a més, tenen un tacte molt més proper al d'un nadó real. També passen a ser de cos complet, ja que per la mateixa flexibilitat del material ja aconsegueix una basculació natural. 
Alguns, fins i tot, són aptes per banyar-los (ho haurà d'especificar l'artista).

Hi ha una variant més, la composició entre els dos materials, el vinil siliconat. Es pot categoritzar dins dels basats en vinil per ser similar, tot i que aportant un toc de flexibilitat.

### Els detalls
Per dotar de l’aparença realista o hiperrealista els artistes fan ús de pintures, normalment termofixades o secades a l’aire lliure. I són necessàries moltes capes de pintura per arribar a simular la pell humana amb totes les seves tonalitats. Es pinten fins i tot les venes.
No sempre tenen cabell real, es pinta o bé s’implanta a mà amb un procés conegut com a microrooting.

#### El pes
Tot i que intenten simular a un nadó real, les xifres no sempre són estrictament reals, sinó que busquen més provocar unes sensacions en ser agafats en braços.
Els més realistes solen pesar entre 2 kg i 3,5 kg.
Per tal d’aconseguir el pes es distribueixen llastos al llarg del cos i de les extremitats de la nina.

## Un mercat en expansió
Fa uns anys es va començar a popularitzar l’elaboració particular d’aquestes petites obres d’art. Van sorgir cursos, blogs i canals de YouTube entorn aquest món. Però, també s’ha començat a popularitzar tant el col·leccionisme com un tipus de joc de rol, inclús entre nenes més joves, fet que ha propiciat que algunes marques de nines comencin també a elaborar nadons reborn amb processos, com a mínim, parcialment artesanals.
També han sorgit empreses d'alt cost i innovació al voltant aquest món, aportant inclús sistemes animatronics que simulen la respiració o desenvolupant escanejos 3D per recrear nadons reals, entre altres avenços.
Això ha provocat que hi hagi diferents nivells de preus, de realisme i d’usos dins del concepte nadó reborn.